# Bahnhof Wrocław Świebodzki

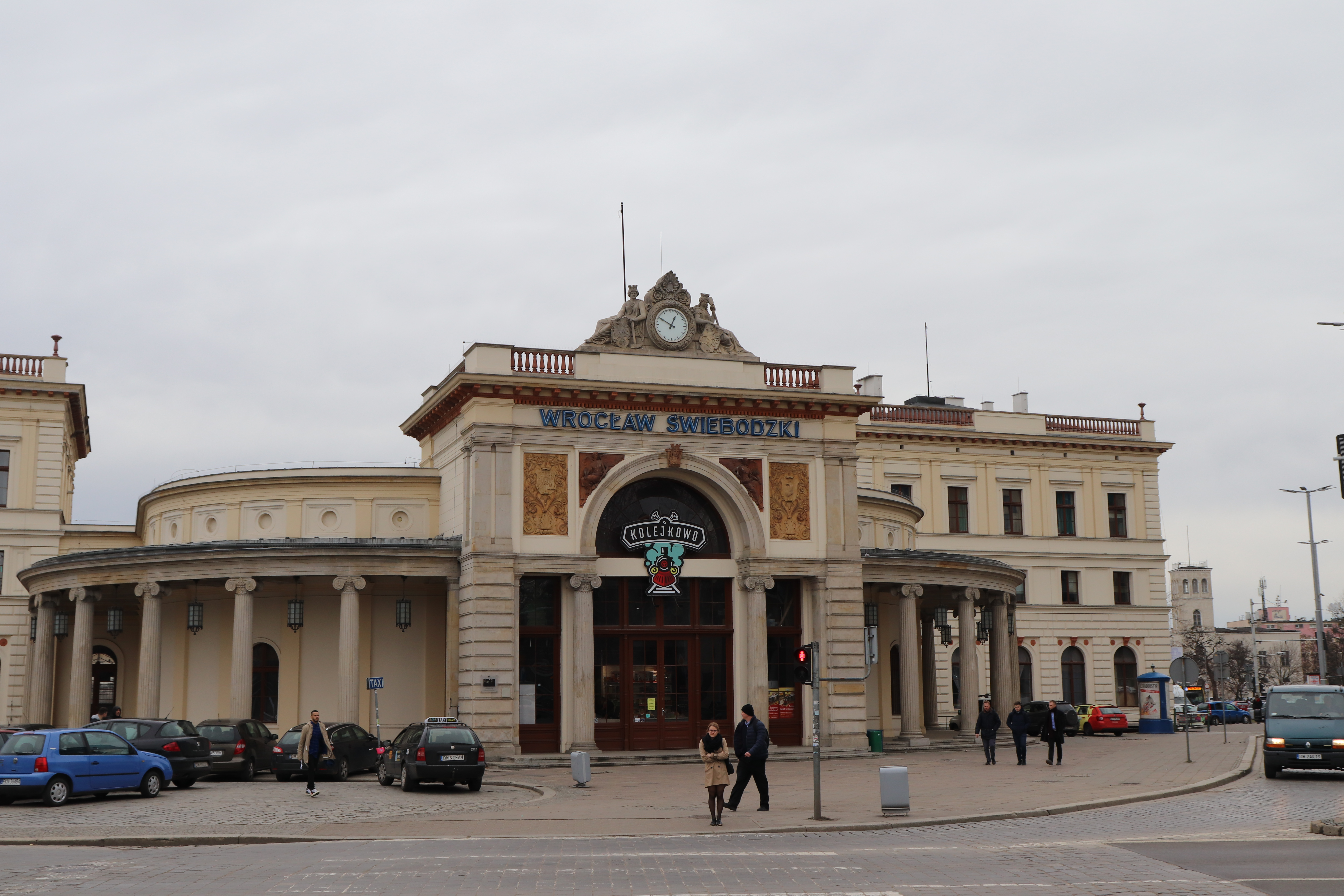
Bahnhof Wrocław Świebodzki, Straßenseite

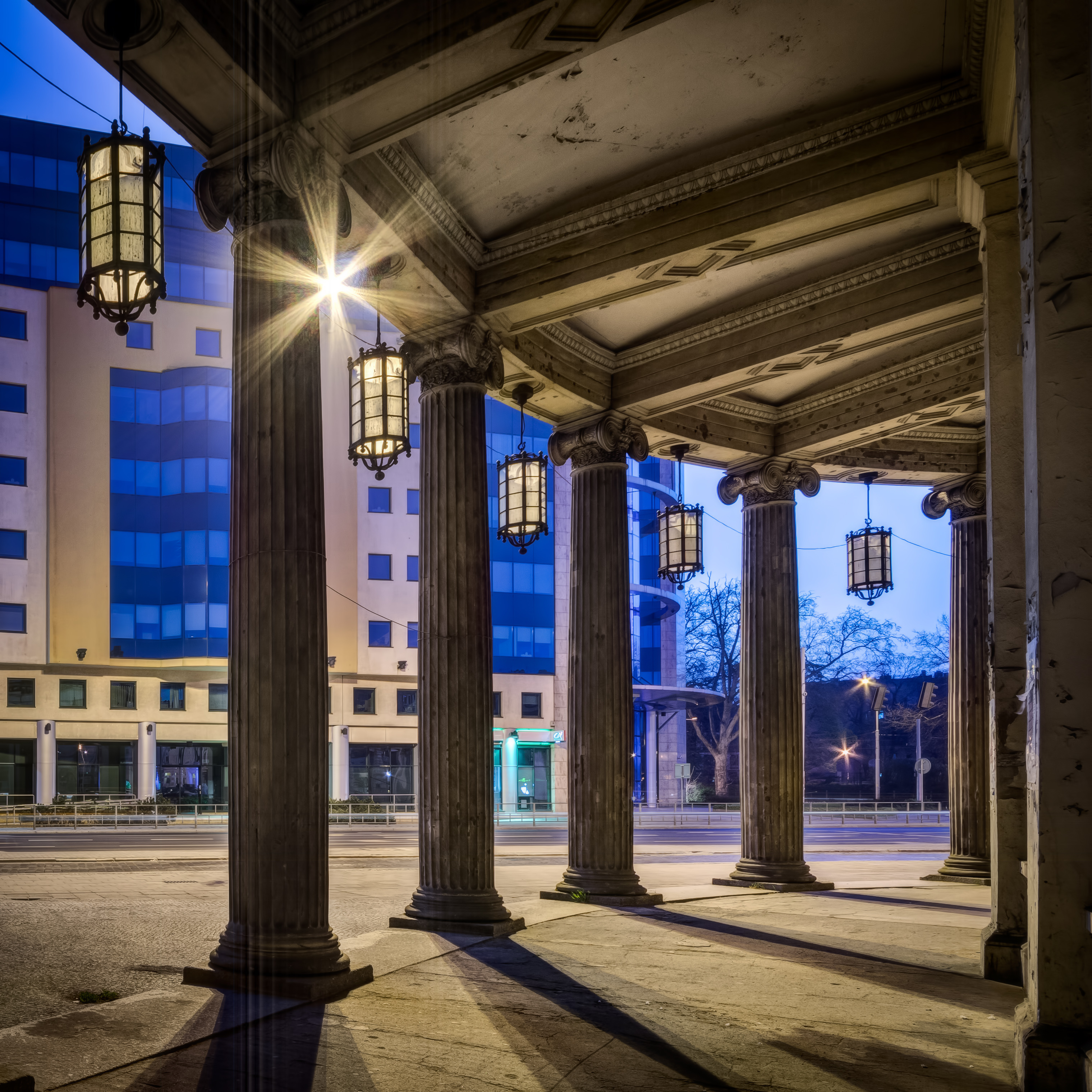
Architekturdetail der denkmalgeschützten Anlage

Der Bahnhof Wrocław Świebodzki (bis 1945: Breslau Freiburger Bahnhof) war ein Kopfbahnhof in Wrocław und soll künftig wieder dem Eisenbahnverkehr dienen.

## Geografische Lage
Der Bahnhof Wrocław Świebodzki liegt nahe dem Stadtzentrum, näher als der Hauptbahnhof Wrocław Główny, was wohl auch ausschlaggebend für die Pläne ist, ihn zu reaktivieren.

## Geschichte
Der Bahnhof wurde als Breslauer Ende der Bahnstrecke Wrocław Świebodzki–Zgorzelec eingerichtet und nahm seinen Betrieb mit Eröffnung der Strecke 1842 auf. Erst 1857 wurde die Strecke auch an den damals neu eröffneten Breslauer Hauptbahnhof (Wrocław Główny) angebunden, der dann auch zunehmend Verkehr vom Bahnhof Wrocław Świebodzki abzog.
Das heute noch stehende, klassizistische, denkmalgeschützte Empfangsgebäude entstand von 1868 bis 1874. Die Skulpturen des Kopfbaues sind von Carl Johann Lüdecke entworfen und von dem Bildhauer Rachner ausgeführt worden.
Nach dem Zweiten Weltkrieg verlagerte die PKP den Verkehr von Wrocław Świebodzki zunehmend zum Hauptbahnhof. 1991 wurde Wrocław Świebodzki dann für den Bahnverkehr geschlossen. Das Empfangsgebäude wurde von einem Theater nachgenutzt.
Seit 2019 gibt es Bestrebungen, den Bahnhof wieder zu aktivieren. Im Rahmen eines landesweiten Programms von Streckenwiedereröffnungen für den Regionalverkehr wird geplant, den Bahnhof 2028 wieder in Betrieb zu nehmen. Er soll vor allem von Zügen des regionalen Eisenbahnverkehrsunternehmens Koleje Dolnośląskie angefahren werden. Voraussichtlich werden Verbindungen nach Środa Śląska, Legnica, Wołów und Jaworzyna Śląska eingerichtet.
Am 14. März 2023 wurden Vereinbarungen unterzeichnet, die den Wiederaufbau und die Anpassung des Bahnhof Wrocław Świebodzki ermöglichen, um das Projekt der Breslauer S-Bahn (poln. Wrocławska Kolej Aglomeracyjna) umzusetzen. Daher umfasst diese Aufgabe auch die Modernisierung des Bahnhofs in Środa Śląska und kleinere Anpassungen des Haltepunkts Wrocław Muchobór. Am Bahnhof Wrocław Świebodzki sollen zwei Bahnsteige wieder aufgebaut werden, die insgesamt drei Bahnsteigkanten bieten werden. Einer der Bahnsteige (einkantig) wird eine Länge von 200 Metern haben, während der andere, ein Mittelbahnsteig, eine Länge von 300 Metern haben wird.
Darüber hinaus umfasst die Aufgabe die Modernisierung der Verbindung zwischen dem Bahnhof Świebodzki und der Linie 274 mit zwei Gleisen sowie die Schaffung einer zweigleisigen Verbindung zwischen dem Bahnhof und dem Haltepunkt Wrocław Muchobór (durch den Bau eines zweiten Gleises auf der Linie 757). Dank dessen werden Züge wieder von der Seite Legnica, Kąty Wrocławskie und Wołów zum Bahnhof Wrocław Świebodzki einfahren können. Das Projekt sieht auch die Schaffung eines Reservegeländes für den Bau einer neuen Verbindung von Świebodzki in Richtung Wrocław Mikołajowa vor, was die Möglichkeit eröffnen würde, auch von der Seite Leszno, Oleśnica, Trzebnica und Jelcz auf den Bahnhof zuzufahren.